# Roosevelt-Corollary

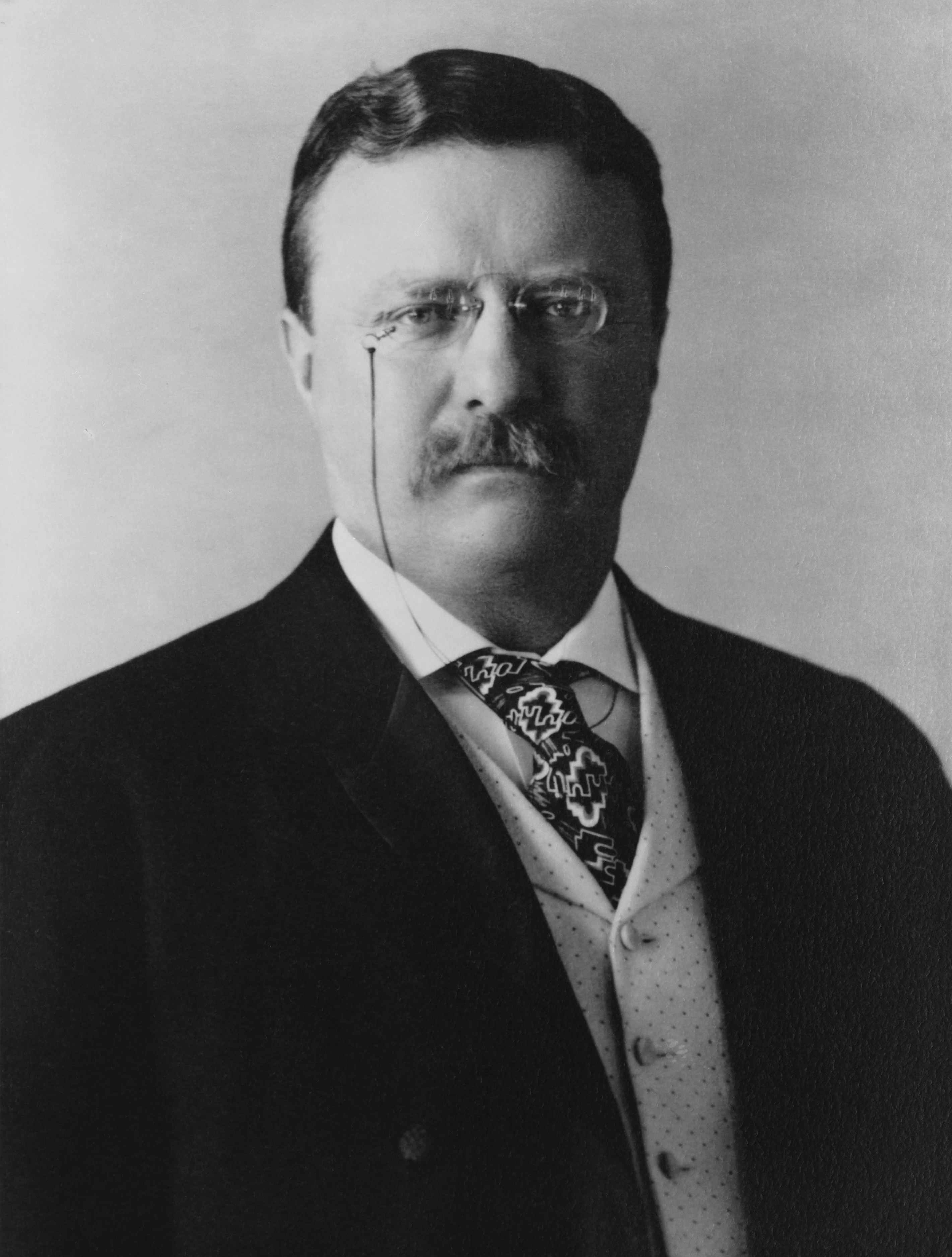
Der amerikanische Präsident Theodore Roosevelt

Das Roosevelt-Corollary (deutsch der Roosevelt-Zusatz) wurde am 6. Dezember 1904 durch US-Präsident Theodore Roosevelt in seiner Jahresbotschaft an den Kongress als Ergänzung der Monroe-Doktrin verkündet.
Mit dem Corollary änderte Roosevelt die bisherige Interpretation der Monroe-Doktrin entscheidend. Hatte diese lediglich ein Interventionsrecht der europäischen Mächte auf dem amerikanischen Doppelkontinent abgelehnt und keine Vorrangstellung der Vereinigten Staaten artikuliert, so postulierte Roosevelt zusätzlich eine explizite Schiedsrichterfunktion der USA, verbunden mit einem Interventionsrecht bei inneramerikanischen Konflikten. So verkehrte dieser Zusatz die defensive Ausrichtung der Monroe-Doktrin zum Schutz der westlichen Hemisphäre vor europäischen Imperialmächten in ihr Gegenteil, nämlich in eine begründende Doktrin für eine aggressive Außenpolitik. Der Historiker H. W. Brands verglich 2004 das Roosevelt-Corollary mit der Präventivkriegspolitik von George W. Bush im Zuge des Krieges gegen den Terrorismus nach 9-11.
Auch wenn die USA schon vor 1904 immer wieder in Konflikten anderer amerikanischer Staaten eingegriffen hatten, war dies mit dem ursprünglichen Inhalt der Monroe-Doktrin, wonach die amerikanischen Staaten ihre Angelegenheiten alleine, ohne Europa klären, nicht eindeutig vereinbar. Frühere Interventionen der USA hatten folglich auch immer einen teils vehementen Widerstand im eigenen Land gefunden. Präsident Roosevelt brach damit mit einer langen Tradition des Isolationismus in der amerikanischen Außenpolitik. Er tat dies auch deswegen, weil zu diesem Zeitpunkt die Vereinigten Staaten wirtschaftlich und militärisch mächtig genug waren, ein Monopol auf Interventionen in der westlichen Hemisphäre durchsetzen zu können. Er stieß dabei auf harte Kritik im eigenen Land: So wurde ihm vorgeworfen, gegen die Gebote der Verfassung der Vereinigten Staaten von Amerika zu handeln, internationales Recht zu brechen und eine militaristische und imperialistische Außenpolitik zu betreiben.
Der „Roosevelt-Zusatz“ zur Monroe-Doktrin in Auszügen:

„Wenn eine Nation zeigt, dass sie vernünftig und mit Kraft und Anstand in sozialen und politischen Fragen zu handeln versteht, dass sie Ordnung hält und ihre Schulden bezahlt, dann braucht sie keine Einmischung von Seiten der Vereinigten Staaten zu befürchten. Ständiges Unrechttun oder ein Unvermögen, welches hinausläuft auf eine Lockerung der Bande der zivilisierten Gesellschaft, mag in Amerika wie anderswo schließlich die Intervention durch irgendeine zivilisierte Nation fordern und in der westlichen Hemisphäre mag das Festhalten der Vereinigten Staaten an der Monroe-Doktrin sie in flagranten Fällen solchen Unrechttuns oder Unvermögens, wenn auch wider ihren Willen, zur Ausübung einer internationalen Polizeigewalt zwingen.“

Das Roosevelt-Corollary steht daher auch exemplarisch für die Hochphase des neuzeitlichen Imperialismus, bei dem sich die USA nach anfänglicher Zurückhaltung am Bestreben der europäischen Kolonialmächte nach einer „Aufteilung der Welt“ beteiligten. In der Folge griffen die USA in verschiedenen mittelamerikanischen Staaten mit Militärinterventionen und teils langjähriger Stationierung von Truppen ein, so etwa in Haiti, Nicaragua und der Dominikanischen Republik. Roosevelts Vermittlung im Russisch-Japanischen Krieg im Jahr 1905 und während der ersten Marokkokrise sprechen dafür, dass er die Funktion der Vereinigten Staaten als „Polizist“ nicht auf den amerikanischen Doppelkontinent beschränkt wissen wollte.
Nachdem sich unter Präsident Herbert Hoover die Beziehungen zu Süd- und zu Mittelamerika deutlich verbessert hatten und die letzten US-Streitkräfte aus Nicaragua und Haiti zurückgerufen worden waren, widerrief sein Nachfolger Franklin D. Roosevelt das Corollary endgültig, um im Rahmen der Good Neighbor Policy seines Vorgängers andere Wege der inneramerikanischen Zusammenarbeit (aber auch Kontrolle) zu beschreiten.